# Xavier Camargo
Afrodísio Camargo Xavier, conhecido também como Xavier Camargo ou simplesmente Formiga (São Paulo, 9 de março de 1895 — São Paulo, 30 de julho de 1974), foi um futebolista brasileiro que atuou como atacante.

## Carreira
Iniciou sua carreira futebolística no juvenil do Paulistano e após desentendimento com a diretoria do clube foi jogar no Clube Atlético Ypiranga. Após saída do Ypiranga, o atleta defendeu o Palmeiras, Paulistano, Flamengo e São Paulo. Defendeu também a Seleção Brasileira que conquistou a Copa Roca de 1922. Pela Seleção Brasileira, fez oito jogos e marcou dois gols.
Em uma entrevista para uma revista esportiva em 1973, o próprio atleta contou ao jornalista como surgiu o apelido de formiga.
| “ | Surgiu no campo do A. A. das Palmeiras, na Alameda Barros. Eu ficava atrás do gol, nos treinos, peruando uma vaga e ajudando como gandula. Quando faltava alguém, a turma - que não sabia meu nome - gritava: "Põe o Formiga". O apelido pegou e me acompanhou por toda a minha vida. Tanto que mais tarde, eu incluí o Formiga no meu nome verdadeiro. E agora me chamo Afrodísio Camargo Formiga Xavier. | ” |

Foi considerado por Tommaso Mazzoni, o maior driblador do futebol brasileiro até os anos 50:
| “ | Formiga foi um fenômeno com a bola nos pés. O maior driblador que já teve o football brasileiro. Descia fintando até a própria sombra. Num metro de terreno era capaz de fintar até meia dúzia de adversários. Seu jogo do fintas nunca lhe deu a alcunha de jogador egoísta e pessoal. Seu entendimento com Mário de Andrada (no quadro do clube) ou com Neco ou Heitor nas seleções, era um deleite de jogo associado. | ” |

Comandou o tricolor Paulista em seis jogos.

## Morte
Morreu em 30 de julho de 1974 em São Paulo ao lado de sua família.

## Títulos
Paulistano
- Campeonato Paulista: 1921, 1926, 1927, 1929[4]

Seleção Brasileira
- Copa Roca de 1922